# Animoso (torpediniera)
L'Animoso è stata una torpediniera di scorta della Regia Marina.

## Storia
Moderna unità della classe Ciclone, concepita appositamente per scortare i convogli lungo le pericolose rotte per l'Africa settentrionale, la torpediniera entrò in servizio nell'agosto 1942 ed ebbe un intenso impiego in guerra, specialmente nelle scorte tra Italia, Libia e Tunisia. Tra l'entrata in servizio ed il settembre 1943 l’Animoso effettuò complessivamente 108 missioni di guerra, percorrendo più di 20.000 miglia.
Il 4 novembre 1942 partì da Napoli per fungere da scorta – insieme ai cacciatorpediniere Velite, Maestrale, Grecale, Oriani e Gioberti ed alla torpediniera Clio – alle motonavi Giulia e Chisone ed al piroscafo Veloce, diretti a Tripoli: nonostante i diversi attacchi dal cielo, il convoglio fu uno degli ultimi a poter arrivare in Libia senza danni.
Il 28 novembre, di pomeriggio, salpò da Biserta di scorta, insieme al Maestrale e ad un altro cacciatorpediniere, il Folgore, all'incrociatore ausiliario Città di Napoli: quest'ultimo fu scosso, alle 22.40, da un'esplosione a prua ed affondò dopo una cinquantina di minuti, al largo di Capo San Vito Siculo; l’Animoso e le altre unità svolsero caccia antisommergibile ma, non avendo individuato bersagli, si ritenne che l'affondamento del Città di Napoli fosse dovuto ad una mina.
Il 31 gennaio 1943 l’Animoso lasciò Biserta rimorchiando verso l'Italia il cacciatorpediniere Maestrale, che aveva perso la poppa su mine due settimane prima e necessitava di riparazioni più approfondite di quelle, provvisorie, effettuate nel porto tunisino. Durante la navigazione una delle due corvette di scorta, la Procellaria, saltò su una mina, perdendo la poppa e 24 uomini; affondò tre ore dopo, nonostante il tentativo di soccorso della vecchia torpediniera Prestinari, uscita da Biserta per portare aiuto e saltata anch'essa su di una mina, con la morte di 84 uomini. Il Maestrale e l’Animoso poterono invece arrivare a Trapani, e da lì a Napoli.
Nella prima mattina del 20 febbraio 1943 l’Animoso ed un'altra torpediniera, l’Orione, salparono da Napoli per scortare a Biserta la nave cisterna Thorsheimer (carica di 13.000 tonnellate di carburante) ed il piroscafo Fabriano (con a bordo truppe e 1700 tonnellate di provviste e munizioni); la scorta fu poi rafforzata con l'invio di una terza torpediniera, la Pegaso. Alle 19.40 di quel giorno il convoglio evitò senza danni un primo attacco da parte di bombardieri ed aerosiluranti, ma durante la successiva sosta a Trapani un attacco aereo notturno colpì il Fabriano, obbligandolo a restare in porto. La petroliera con le tre torpediniere di scorta ripartì nel mattino del 21 ma subito dopo la partenza venne mitragliata da aerei, con il ferimento a morte del comandante ma nessun serio danno materiale; sopraggiunse poi una poderosa scorta di 14 aerei (10 caccia della Luftwaffe e 4 idrovolanti della Regia Aeronautica). Alle 14.25, una ventina di miglia a meridione di Marettimo, il convoglio fu assalito da otto bombardieri britannici, scortati da 12 caccia: colpita da due bombe (una delle quali però rimasta inesplosa), la Thorsheimer rimase immobilizzata con incendio a bordo. Animoso e Pegaso fornirono assistenza alla nave colpita, mentre l'Orione ne recuperava l'equipaggio per poi dirigere su Trapani; al contempo vennero fatti partire dal porto siciliano due rimorchiatori per trainare la petroliera. Durante l'attesa, tuttavia, verso le otto di sera, una formazione di aerosiluranti attaccò la Thorsheimer: dopo un violento scontro in cui furono abbattuti tre aerei alleati (due dalle torpediniere ed uno dalla scorta aerea) e due dell'Asse (uno Junkers Ju 88 tedesco ed un CANT Z.506 italiano), la petroliera fu centrata da uno o più siluri ed esplose.
Il 24 febbraio l’Animoso salpò da Biserta per scortare a Napoli, insieme alle gemelle Monsone e Fortunale, i piroscafi Alcamo, Chieti e Stella di ritorno in Italia: tuttavia nella notte tra il 24 ed il 25 il convoglio fu attaccato dall'aria e l’Alcamo, immobilizzato da un primo siluro all'1.30 e colpito da una seconda arma e da bombe alle 3.15, s'inabissò nel punto 39°14' N e 12°30' E. Durante l'attacco un aerosilurante Bristol Beaufort del 39° Squadron precipitò in mare e tre membri del suo equipaggio furono tratti in salvo dalla Monsone, che li trasportò poi a Napoli.
In seguito alla proclamazione dell'armistizio l’Animoso, il 9 settembre 1943, riparò a Portoferraio, dove erano confluite numerose torpediniere, corvette ed unità minori ed ausiliarie provenienti dai porti del Tirreno. Nel mattino dell'11 settembre la nave lasciò Portoferraio insieme ad altre sei torpediniere (tra cui le gemelle Aliseo, Indomito, Ardimentoso e Fortunale) e diresse per Palermo, porto controllato dagli Alleati, dove il gruppo arrivò alle dieci del mattino del 12 settembre. Le navi rimasero in rada dal 12 al 18 settembre, giorno in cui entrarono in porto e ricevettero acqua e provviste da parte degli statunitensi. Il 20 settembre 1943 la nave lasciò il porto siciliano insieme a svariate altre unità e si portò a Malta, dove consegnò parte dei viveri ricevuti alle altre navi italiane già giunte nell'isola. Il 5 ottobre l’Animoso, le sue gemelle ed altre tre torpediniere lasciarono Malta e rientrarono in Italia.
Dopo il termine del conflitto il trattato di pace assegnò l’Animoso, così come alcune altre unità della sua classe, all'Unione Sovietica.
Al termine del conflitto, in ottemperanza alle clausole del trattato di pace la nave venne ceduta all'Unione Sovietica come riparazione per i danni di guerra. Oltre all'Animoso i sovietici ottennero le torpediniere della stessa classe Ardimentoso e Fortunale, la nave da battaglia Giulio Cesare, l'incrociatore leggero Duca d'Aosta, la nave scuola Cristoforo Colombo, i cacciatorpediniere Artigliere e Fuciliere, i sommergibili Nichelio e Marea, oltre al cacciatorpediniere Riboty, che non venne ritirato a causa della sua obsolescenza ed altro naviglio, quali MAS e motosiluranti, vedette, navi cisterna, motozattere da sbarco, una nave da trasporto e dodici rimorchiatori. Oltre al Riboty, una piccola parte della quota di naviglio destinata ai sovietici non venne ritirata a causa del pessimo stato di manutenzione e per questa parte di naviglio i sovietici concordarono una compensazione economica.
Il trattato prevedeva che le navi destinate alla cessione, fossero cedute in condizione di operare e pertanto prima della cessione l'unità venne sottoposta ad alcuni lavori di ripristino.
La consegna delle navi ai sovietici sarebbe dovuto avvenire in tre fasi a partire da dicembre 1948 per concludersi nel giugno successivo. Le unità principali erano quelle del primo e del secondo gruppo. Del primo gruppo facevano parte il Giulio Cesare, l'Artigliere e ai due sommergibili, mentre il del secondo gruppo facevano parte il Duca d'Aosta il Colombo e le torpediniere. Per tutte le navi la consegna sarebbe avvenuta nel porto di Odessa, ad eccezione della corazzata e dei due sommergibili la cui consegna era prevista nel porto albanese di Valona, in quanto la Convenzione di Montreux non consentiva il passaggio attraverso i Dardanelli di navi da battaglia e sommergibili appartenenti a stati privi di sbocchi sul Mar Nero. Il trasferimento sarebbe dovuto avvenire con equipaggi civili italiani sotto il controllo di rappresentanti sovietici e con le navi battenti bandiera della Marina Mercantile, con le autorità governative italiane responsabili delle navi sino all'arrivo nei porti dove era prevista la consegna. Per prevenire possibili sabotaggi, le navi dei primi due gruppi sarebbero state condotte ai porti di destinazioni senza munizioni a bordo, che sarebbero state trasportate successivamente a destinazione con normali navi da carico, ad eccezione della corazzata, consegnata con 900 tonnellate di munizioni, che comprendevano anche 1100 colpi dei cannoni principali e l'intera dotazione di 32 siluri da 533mm dei due battelli.
Al comando dell'unità venne designato il capitano di 3º rango Timofej Šineelev (cirillico: Семён Михайлович Лобов) che nel corso del secondo conflitto mondiale era stato prima comandante di cacciatorpediniere e poi di squadriglia in Estremo Oriente e successivamente, dopo aver lasciato il comando dell'unità italiana, avrebbe comandato l'incrociatore Vorošilov e dal 1951 la nave da battaglia Parižskaja Kommuna, per poi raggiungere nel 1970 il grado di ammiraglio di flotta, il secondo più alto grado della Marina sovietica.
Contrassegnata con la sigla Z 15, la torpediniera venne consegnata alla Marina Sovietica nel porto di Odessa il 16 marzo 1949.
Sotto la nuova bandiera la nave prese il nome di Ladnyj (in cirillico Ладный); impiegata principalmente a scopo addestrativo, fu posta alle dipendenze della 78ª Brigata di addestramento. Successivamente, privata dell'armamento (30 dicembre 1954) e riclassificata come nave bersaglio, fu ridenominata CL 60.
Radiata il 31 gennaio 1958, l'ex Animoso fu demolita nel 1960.
Comandanti
Capitano di corvetta Camillo Cuzzi (nato a Parlasco il 12 settembre 1910) (agosto 1942 - settembre 1943)